# ژرژ ابی
ژرژ ابی (انگلیسی: Georges Aeby; ۲۱ سپتامبر ۱۹۱۳ – ۱۵ دسامبر ۱۹۹۹) بازیکن فوتبال اهل سوئیس بود.
از باشگاه‌هایی که در آن بازی کرده‌است می‌توان به باشگاه فوتبال سروت ۱۸۹۰ اشاره کرد.
وی همچنین در تیم ملی فوتبال سوئیس بازی کرده‌است.